# Westelijke Rätische Alpen

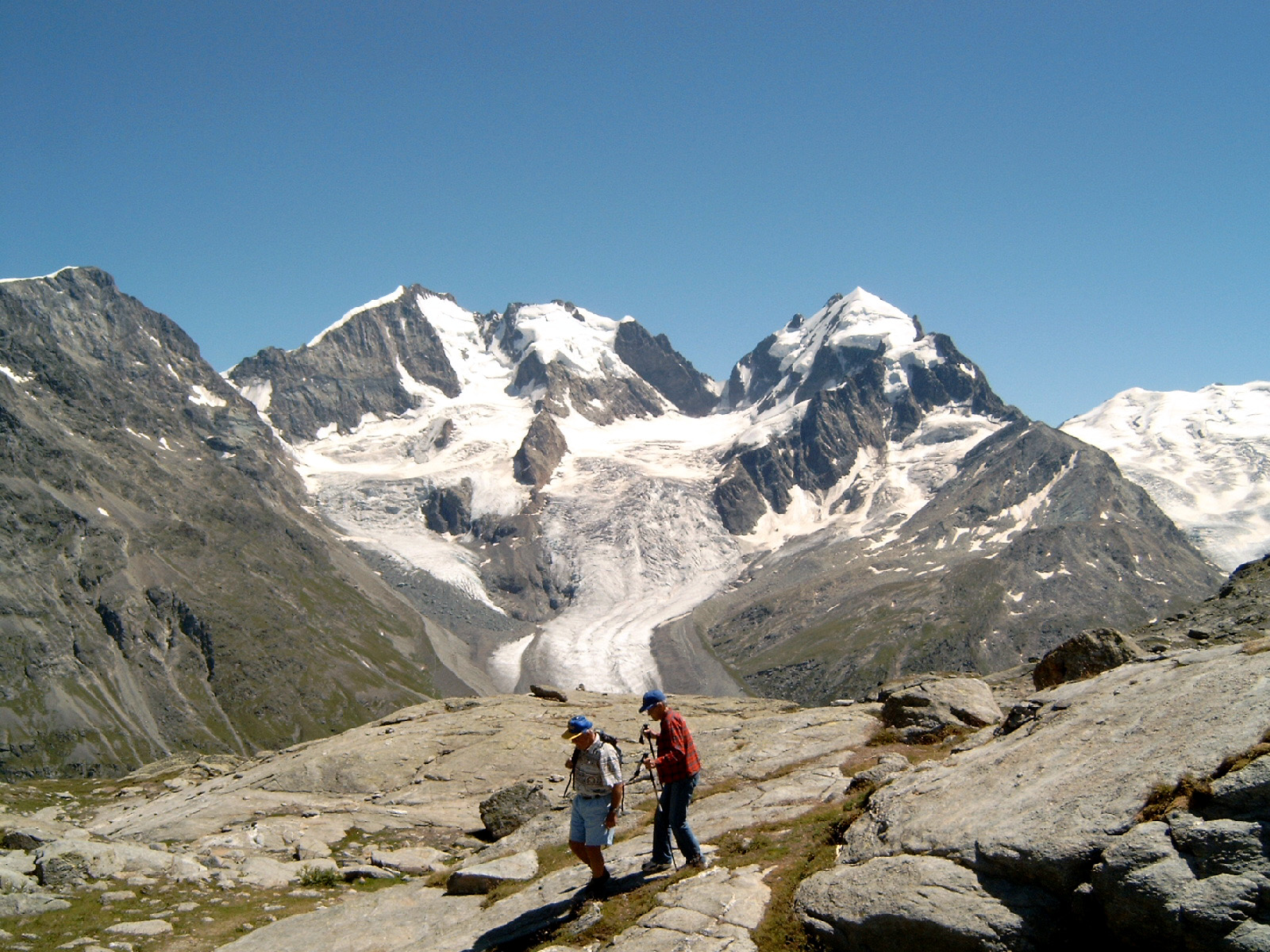
Piz Roseg

De Westelijke Rätische Alpen (in het Nederlands en Duits vaak gewoon Rätische Alpen) is het deel van de Alpen dat zich uitstrekt van de Splügenpas in het westen, tot de Reschenpas in het oosten en tot de tot de Ofenpas en het Valtellina in het zuidoosten en zuiden.
De Westelijke Rätische Alpen vormen binnen de Oostelijke Alpen het meest westelijke deel van de Centrale Alpen. Ze maken deel uit van de hoofdkam van de Alpen met de stroomgebieden van de Rijn en de Donau in het noorden en die van de Italiaanse rivieren in het zuiden. De Reschenpas vormt met zijn hoogte van 1504 meter de laagste Alpenovergang in het gehele gebied. Ook de Malojapas ontsluit het gebied goed naar het zuiden, maar de doorgang naar het noorden wordt bemoeilijkt door het kloofdal van de Inn, waardoor vaak diverse bergpassen nodig zijn om het gebied vanuit het noorden te bereiken.
De hoogste berg van de Westelijke Rätische Alpen is de 4049 meter hoge Piz Bernina, die iets ten noorden van de Zwitsers-Italiaanse grens ligt. Het is de enige vierduizender in de Oostelijke Alpen.
In het oostelijke deel van de Westelijke Rätische Alpen ligt het Zwitsers Nationaal Park.

## Begrenzing
In het westen wordt het gebied begrensd door de Splügenpas, het dal van de Achter-Rijn en Liechtenstein. In het noorden en noordoosten wordt het gebied begrensd door de Walgau-vallei (met de stad Bludenz), de bergdalen Klostertal, Stanzertal en Oberinntal en de Reschensee. Aan de zuidoostelijke zijde is de grens met de Zuidelijke Rätische Alpen niet altijd duidelijk bepaald. Ofwel verloopt deze via het Val Müstair, de Ofenpas, het Val del Gallo, de Fraelepas en het Valle di Fraèle ofwel via een Umbrailpas dan wel Stilfserjoch.
In het zuiden vormt het Italiaanse Valtellina een duidelijke grens.
Ten westen van de Rätische Alpen liggen de Lepontische Alpen (en de Glarner Alpen). Ten noorden ervan liggen de Nordtiroler Kalkalpen (met onder meer de Lechtaler Alpen en het Lechbrongebergte. Ten oosten van de Westelijke Rätische Alpen liggen de Oostelijke Rätische Alpen, meer bepaald de Ötztaler Alpen. Ten zuidoosten liggen de Zuidelijke Rätische Alpen en ten zuiden liggen de Bergamasker Alpen.

## Subgroepen
Conform de internationale SOIUSA-indeling worden de Westelijke Rätische Alpen verder ingedeeld in volgende groepen:
- Oberhalbsteiner Alpen
- Albula Alpen
- Berninamassief
  - Bregagliagroep
- Livigno Alpen
- Sesvennagroep
- Silvretta-Samnaun-Verwall
  - Silvrettamassief
  - Samnaungroep
  - Verwallgroep
- Plessuralpen
- Rätikon

Volgens bepaalde definities verloopt de noordelijke grens via het Montafon en het Paznauntal wat de Verwallgroep buiten de Westelijke Rätische Alpen zou plaatsen. Deze groep maakt echter in geen geval uit van de Nordtiroler Kalkalpen.
De Westelijke Rätische Alpen worden al eens opgedeeld in een noordelijk en een zuidelijk deel waarbij de vallei van de Inn de grens vormt.
- Noordelijk deel
  - Oberhalbsteiner Alpen of Plattagroep
  - Plessuralpen
  - Albula Alpen
  - Rätikon
  - Silvretta-Samnaun-Verwall
- Zuidelijk deel
  - Sesvennagroep
  - Livigno Alpen
  - Berninamassief

## Skigebieden
De Westelijke Rätische Alpen kennen enkele grote skigebieden:
- Ischgl-Samnaun (Samnaungroep)
- Davos-Klosters (Rätikon, Plessur en Albula)
- Montafon Silvretta (Silvretta, Rätikon en Verwall)

## Bergtoppen
De belangrijkste bergtoppen van de Westelijke Rätische Alpen:
| Naam            | Hoogte | Groep                                 |
| --------------- | ------ | ------------------------------------- |
| Bernina         | 4049 m | Bernina                               |
| Piz Roseg       | 3937   | Bernina                               |
| Piz Palù        | 3905   | Bernina                               |
| Monte Disgrazia | 3678   | Bernina (Bregaglia)                   |
| Piz Linard      | 3414   | Silvretta                             |
| Cima Piazzi     | 3439   | Livigno                               |
| Piz Kesch       | 3418   | Albula                                |
| Piz Fenga       | 3399   | Silvretta-Samnaun-Verwall (Silvretta) |
| Piz Calderas    | 3397   | Albula                                |
| Piz Platta      | 3386   | Oberhalbstein                         |
| Piz Ela         | 3339   | Albula                                |
| Piz Buin        | 3312   | Silvretta-Samnaun-Verwall (Silvretta) |
| Piz Badile      | 3308   | Bernina (Bregaglia)                   |
| Muttler         | 3293   | Silvretta-Samnaun-Verwall (Samnaun)   |
| Piz Sesvenna    | 3204   | Sesvenna                              |
| Hoher Riffler   | 3168   | Silvretta-Samnaun-Verwall (Verwall)   |
| Aroser Rothorn  | 2985   | Plessur                               |
| Schesaplana     | 2964   | Rätikon                               |
| Vallüla         | 2813   | Silvretta-Samnaun-Verwall (Silvretta) |